# Emil Persson (journalist)
Klas Emil Persson, född 6 oktober 1985 i Väckelsångs församling, Kronobergs län, är en svensk journalist och tv-producent.

## Biografi
2009–2012 studerade han journalistik och multimedia på Södertörns högskola.
Han inledde sin karriär som redaktör på magasinet Café. År 2016 startade han podcasten Fördomspodden i samarbete med Café. I Fördomspodden bjuder han in kända svenskar som han sedan berättar sina fördomar om, så får de bekräfta eller dementera påståendena. Han utsågs på Tidskriftsgalan till årets journalist 2017 av Sveriges Tidskrifter.
Sedan 2019 är han producent för frågesportsprogrammet Alla mot alla med Filip och Fredrik på Kanal 5. Vid Riagalan 2022 utsågs Persson till Årets producent för sina insatser som producent för Alla mot Alla.